# Demetrius (dramma)
Demetrius è l'ultimo dramma di Friedrich Schiller, lasciato incompiuto dalla morte dell'autore nel 1805. La pièce, incentrata sul breve regno di Falso Dimitri I di Russia, è una riflessione sulle responsabilità del singolo individuo nella storia.

## Trama
In un discorso davanti al Sejm Demetrius ribadisce la legittimità della sua pretesa sul trono russo e chiede l'aiuto dei nobili polacchi per l'impresa. Il giovane afferma di essere il figlio di Ivan il Terribile, scampato al tentato omicidio del 1591 e cresciuto in un convento e poi al servizio del principe di Sendomir. Il nobile e il re polacco Sigismondo III sono persuasi dal principe, ma il veto del principe Lew Sapieha impedisce una soluzione definitiva. Tuttavia, la Polonia dichiara ugualmente guerra alla Russia, con il supporto morale della principessa Marina e della zarina madre Marija, che da anni piange la morte del figlio che credeva morto.
L'opera è rimasta incompiuto, ma dagli appunti del drammaturgo si evincono le scene successive dell'opera. Boris Godunov si suicida dopo aver sentito delle vittorie militari di Demetrius, che diventa zar. Il giovane regna giustamente e saggiamente finché non scopre che la sua pretesa al trono era in realtà infondata: non è mai stato il figlio di Ivan, bensì una pedina usata dai nemici di Boris per sbarazzarsi dello zar. Quando Marija esce dal convento in cui vive da anni per incontrare il presunto figlio si rende immediatamente conto che l'uomo che ha davanti non è il vero Demetrius . Il Falso Demetrius le chiede di mentire e di legittimarlo come figlio proprio, ma la zarina rifiuta e annuncia la verità.

## Stesura dell'opera
Stando al diario di Schiller, si delineano quattro fasi nella stesura del dramma:
1. 10 marzo - 21 aprile 1804: Schiller ha realizzato una lista dei personaggi e si è appuntato di ampliare i ruoli di Marina e Marija.
2. 22 maggio - 22 luglio 1804: Schiller ha svolto le ricerche necessarie per la scrittura dell'opera e scritto il primo atto (poi scartato e sostituito con la scena davanti al Sejm). Il 22 luglio 1804 ha interrotto i lavori sul dramma per dedicarsi alla scrittura de La principessa di Zelle. La malattia inoltre lo costringe a interrompere i lavori fino a metà novembre.
3. Novembre - 10 dicembre 1804: Dopo essere stato in dubbio se continuare a lavorare su Demetrius o Warbeck (su cui aveva lavorato in contemporanea fino a quel momento), Schiller sceglie di dedicarsi alla prima delle due opere. In questo periodo realizza una bozza della divisione in scene dell'opera.
4. 20 gennaio - 1º maggio 1805: Schiller scrive il primo atto e delinea quelli successivi.

## Continuazioni
Diversi scrittori tedeschi scrissero delle continuazioni del frammento lasciato da Schiller, tra cui Franz von Maltiz (1817), Gustav Kühne (1857), Otto Friedrich Gruppe (1858), Heinrich Laube (1872), Heinrich von Zimmermann (1885), Otto Sievers (1888), A. Weimar (1897), Franz Kaibel (1905), Karl Emil Schaarschmidt (1909) e Martin Greif. Anche Johann Wolfgang von Goethe prese in considerazione l'idea di terminare l'opera in onore del grande amico defunto, ma abbandonò il progetto. Friedrich Hebbel iniziò a scrivere un completamento del dramma, ma anch'egli morì durante la stesura della pièce.